# Рид (Меринг)
Рид (нем. Ried) — община в Германии, в Республике Бавария.
Община расположена в правительственном округе Швабия в районе Айхах-Фридберг.
По данным на 31 декабря 2015 года:
- территория — 2921,44 га;[4]
- население  — 3051 чел.;[5]
- плотность населения — 104,43 чел./км2;
- землеобеспеченность с учётом внутренних вод — 9575,35 м2/чел.

До 1 января 1994 года община входила в состав административного сообщества Меринг.

## Население
По оценке на 31 декабря 2015 года население общины Рид составляет 3051 чел. 

| Дата      | 1840 | 1871 | 1900 | 1925 | 1939 | 1950 | 1961 | 1970 | 1987 | 2011 |
| --------- | ---- | ---- | ---- | ---- | ---- | ---- | ---- | ---- | ---- | ---- |
| Население | 1240 | 1320 | 1268 | 1404 | 1314 | 1970 | 1599 | 1615 | 2357 | 2918 |

| Год       | 1960 | 1970 | 1980 | 1990 | 2000 | 2009 | 2010 | 2011 | 2012 | 2013 | 2014 | 2015 |
| --------- | ---- | ---- | ---- | ---- | ---- | ---- | ---- | ---- | ---- | ---- | ---- | ---- |
| Население | 1589 | 1639 | 2046 | 2518 | 2841 | 2857 | 2904 | 2940 | 2974 | 2981 | 2991 | 3051 |